# 昌平新城
昌平新城是北京城市总体规划中计划在北京郊区建立的新城之一，位于北京市昌平区。

## 范围
昌平新城包括昌平、沙河两个组团，其范围涵盖了城北街道、城南街道（原昌平镇）、南邵镇、十三陵镇、马池口镇、沙河镇和百善镇。其中十三陵镇指规划中的新十三陵镇，位于今涧头村。

## 定位
昌平新城的定位为：
- 北京西部发展带上的重要节点
- 北京西北部地区重要的产业基地
- 北京市主要的高等教育基地之一
- 北京市的主要旅游区之一
- 北京西北部地区的重要生态屏障

## 目标
昌平新城的目标为：
- 科教创新基地
- 人文生态景区
- 和谐宜居新城